# Jakob Schnekenburger

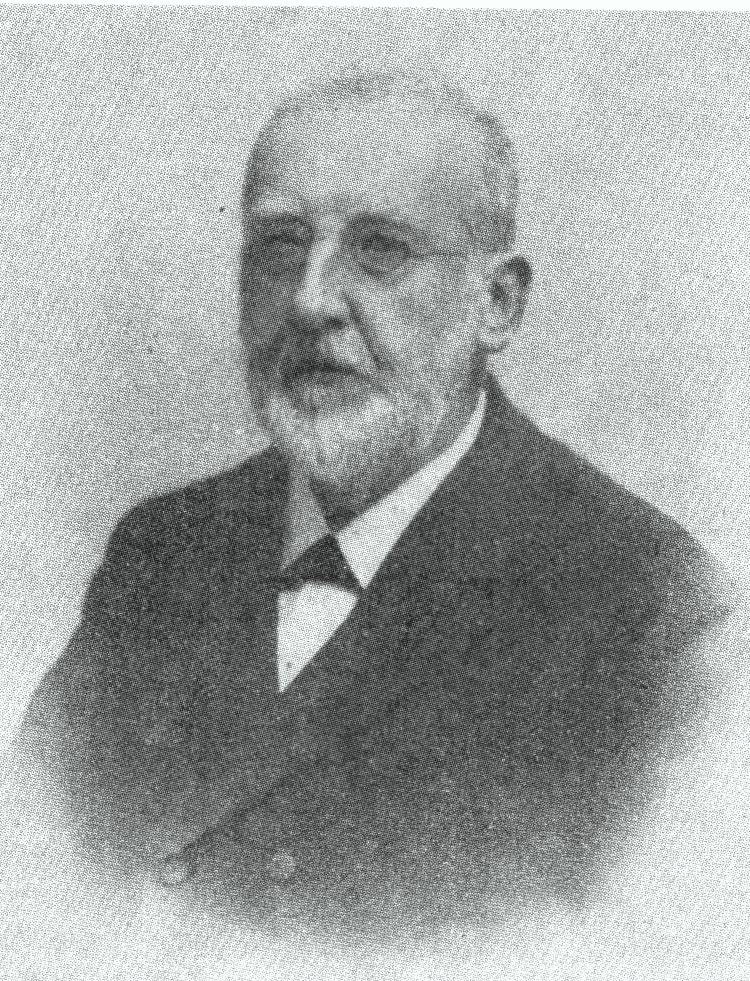
Jakob Schnekenburger

Jakob Friedrich Schnekenburger (auch: Schneckenburger) (* 8. Juni 1798 in Tuttlingen; † 28. Juli 1873 in Esslingen am Neckar) war ein württembergischer Kommunalpolitiker und von 1829 bis 1865 Stadtschultheiß der Stadt Tuttlingen.
Schnekenburger war vor seiner Wahl zum Bürgermeister im Februar 1829 Tuttlinger Stadtschreiber.
Von 1838 bis 1844 war er für den Wahlkreis des Oberamts Tuttlingen Abgeordneter des Württembergischen Landtags und löste damit seinen Namensvetter Jakob Schneckenburger ab.